# Grafika dwuipółwymiarowa

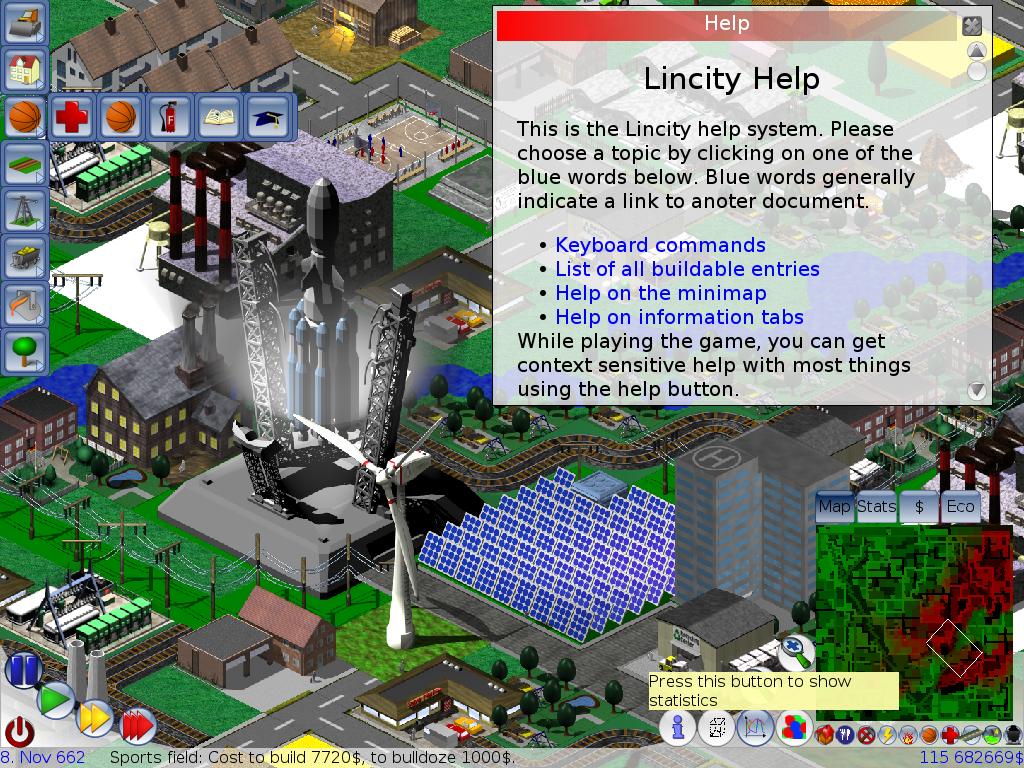
Wygląd gry z grafiką 2,5D na przykładzie Lincity

Grafika 2,5D, grafika dwuipółwymiarowa, również pseudo-3D – określenie systemów generujących grafikę, które próbują wywołać złudzenie trójwymiarowości, wykorzystując zasady rzutu izometrycznego (lub innej aksonometrii) i operując zestawami dwuwymiarowych obiektów ruchomych – tzw. duszków (ang. sprite).
Taki sposób wizualizacji został zastosowany m.in. w grze SimCity3000, jest także wykorzystywany w Mapach Google do wizualizacji budynków w większych miastach. Dla kontrastu, gry używające grafiki 3D nazywane są „prawdziwym 3D”.

## Rzut aksonometryczny i skośny
W projekcji aksonometrycznej i projekcji skośnej, dwóch postaciach rzutowania równoległego, punkt widzenia jest nieco obrócony, aby ukazać inne aspekty otoczenia, niż te, które są widoczne w widoku z góry lub z boku, tworząc w ten sposób efekt trójwymiarowy. Obiekt jest „przedstawiany jako nachylony, co skutkuje skróceniem wszystkich trzech osi”, natomiast obraz jest „reprezentacją na jednej płaszczyźnie (jako powierzchni rysunkowej) trójwymiarowego obiektu umieszczonego pod kątem do płaszczyzny rzutowania”. Linie prostopadłe do płaszczyzny stają się punktami, linie równoległe do niej mają rzeczywistą długość, a linie skośne do płaszczyzny są skrócone.
Te rodzaje rzutowania stanowią popularne perspektywy kamery w grach wideo 2D, najczęściej w tych przeznaczonych na konsole 16-bitowe lub wcześniejsze oraz przenośne, a także w późniejszych grach strategicznych i fabularnych (RPG). Zaletą tych perspektyw jest to, że łączą one widoczność i mobilność widoku odgórnego (top-down) gry z rozpoznawalnością postaci w widoku bocznym (side-scrolling). W ten sposób graczowi można przedstawić ogląd świata gry w zakresie widzenia go z góry, w mniejszym lub większym stopniu, wraz z dodatkowymi szczegółami grafiki możliwymi do zobaczenia pod kątem. Zamiast pokazywać humanoida (postać przypominającą człowieka) w perspektywie odgórnej, z głową i ramionami widzianymi z góry, cały korpus można narysować przy użyciu kąta pochyłego. Obracanie postaci wokół własnej osi pokazałoby, jak wygląda ona z boków oraz z przodu i z tyłu, podczas gdy w widoku odgórnym, niezależnie, wyświetlana byłaby sama głowa i ramiona.
Istnieją trzy główne rodzaje rzutu aksonometrycznego:
- izometryczny (równy pomiar),
- dimetryczny (symetryczny i niesymetryczny),
- trimetryczny (pojedynczy widok lub tylko dwa boki).

Najpowszechniejszym z tych typów rysunku w rysunku technicznym jest rzut izometryczny. Jego nazwa pochodzi stąd, że wszystkie trzy osie stykają się pod równym kątem wynoszącym 120°. W rezultacie wszystkie trzy osie są równo skrócone.
Bardziej powszechna w grach wideo jest forma rzutowania dimetrycznego o stosunku pikseli 2:1, ze względu na problemy wygładzania (ruchu postaci) oraz kwadratowe piksele występujące w większości monitorów komputerowych.
W projekcji skośnej zwykle wszystkie trzy osie są pokazane jako nieskrócone. Wszystkie linie równoległe do osi są rysowane w skali, a przekątne i zakrzywione linie są zniekształcone. Jedną z charakterystycznych oznak projekcji skośnej jest to, że twarz skierowana w stronę kamery zachowuje swoje kąty proste w stosunku do płaszczyzny obrazu.
Najpopularniejsze gry tworzone w rzucie ukośnym to: Ultima VII: The Black Gate and Paperboy. Natomiast wykorzystujące rzut aksonometryczny to SimCity 2000, Baldur’s Gate, Diablo.

## Techniki filmowe i animacyjne
Termin ten jest również używany do opisania efektu animacji dość powszechnie stosowanego w wideoklipach muzycznych, a częściej w czołówkach (filmów i seriali). Na tego rodzaju efekty położono duży nacisk podczas realizowania filmu „The Kid Stays in the Picture” opartego na książce producenta filmowego Roberta Evansa. Dotyczyły one warstwowania i animowania dwuwymiarowych obrazów w przestrzeni trójwymiarowej. Wcześniejsze przykłady tej techniki to teledysk „Down” do piosenki Liz Phair w reżyserii Rodneya Aschera oraz „A Special Tree” w reżyserii muzyka Giorgio Morodera.